# Rödskjorta (USA)
Rödskjortor var vita paramilitära grupper i sydstaterna efter rekonstruktionstiden mot slutet av 1800-talet. De fungerade som det demokratiska partiets väpnade gren. Deras syfte var att förhindra republikaner, populister och svarta från att rösta och utöva politiskt inflytande.

## Uppkomst
De uppstod först i Mississippi år 1875 och de utövade våld både mot vita och svarta republikaner. De klädde sig i röda skjortor för synlighetens skull och för att se mera skräckinjagande ut. Bland de mest beryktade rödskjortorna var anhängare av Demokratiska partiets kandidat Wade Hampton III i guvernörsvalen i South Carolina 1876 och 1878. De skilde sig från hemliga organisationer som Ku Klux Klan på det sättet att de organiserade sig öppet och fungerade som "Demokratiska partiets väpnade gren".

## North Carolina
I North Carolina uppträdde rödskjortorna före valen 1898 och 1900 hotfullt mot både republikanernas och populisternas anhängare. Beväpnade rödskjortor red genom svarta bostadsområden, speciellt i närheten av gränsen mot South Carolina, för att skrämma svarta medborgare från att registrera sig som väljare. Demokratiska partiets tidningar överdrev antalet deltagare i rödskjortornas demonstrationer. Publicisten Josephus Daniels arrangerade 1898 en segerfest för demokraterna efter valet 1898 där 150 rödskjortor deltog. De firade den vita rasens överhöghet och vad de kallade slutet på "Negro-rule", de svartas makt. Demokraternas kandidat Charles Brantley Aycock vann guvernörsvalet 1900 i North Carolina med klar majoritet då de flesta svarta stannade hemma på grund av terrorhotet från rödskjortorna. Efter att Aycock hade efterträtt republikanen Daniel Lindsay Russell som guvernör och de svarta hade fråntagits sin rösträtt, försvann rödskjortorna ur gatubilden. De hade uppnått sitt mål.